# Strada statale 237 del Caffaro
La strada statale 237 del Caffaro (SS 237), ora strada provinciale Bresciana 237 ex strada statale del Caffaro (SP BS ex SS 237) in Lombardia, è una strada statale e provinciale italiana che interessa la provincia di Brescia e la provincia autonoma di Trento. Ha origine a Brescia da via Triumplina e termina a Sarche di Madruzzo, innestandosi nella strada statale 45 bis Gardesana Occidentale, dopo un percorso di 109,785 km.

## Storia

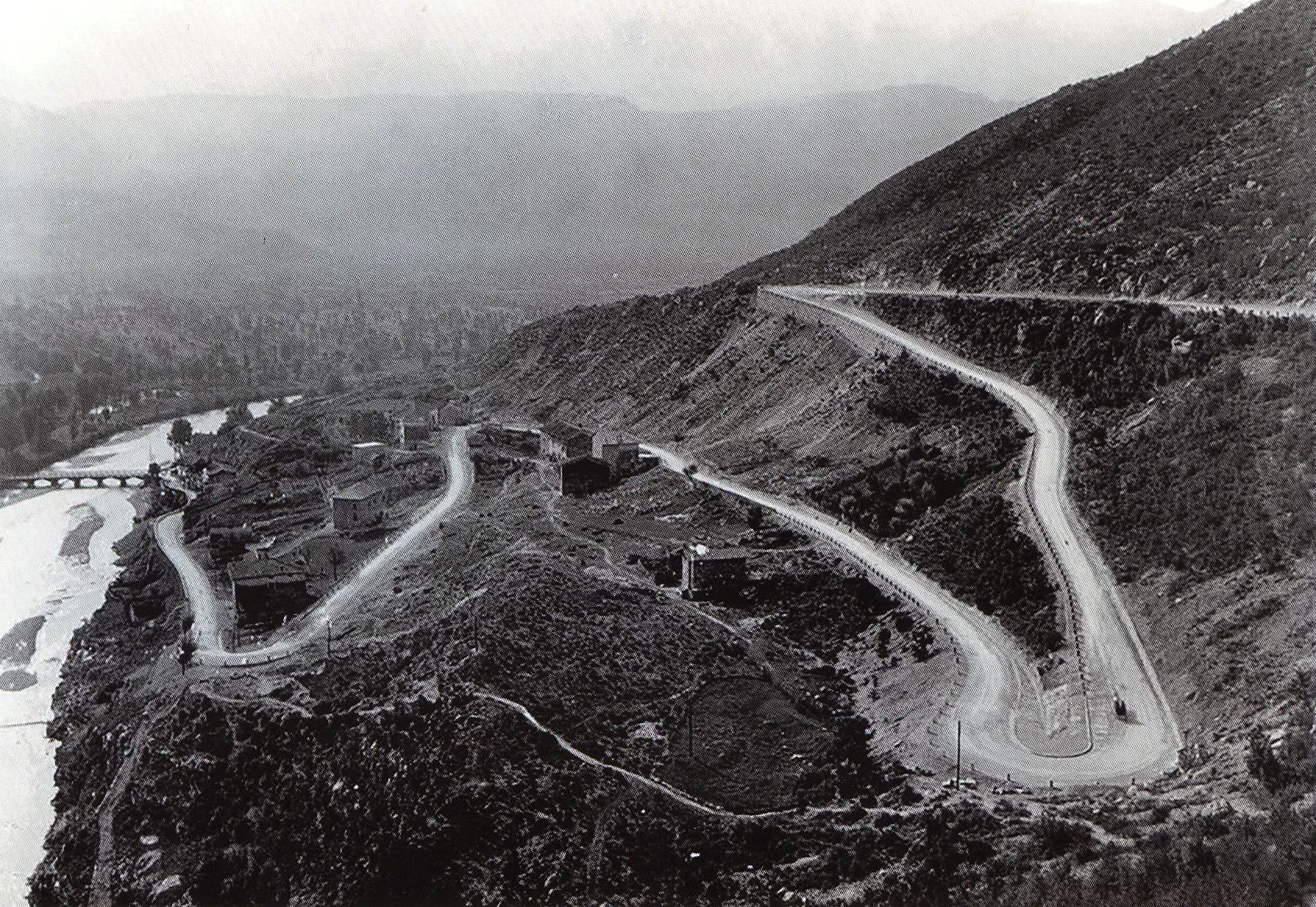
La costruzione del tratto vicino a Sarche in una foto di Sergio Perdomi

La strada statale 237 venne istituita nel 1959 col seguente percorso: "Innesto S.S. n. 11 a Brescia - Lago d'Idro - Tione di Trento - Innesto S.S. n. 45-bis presso Sarche." Tale strada era già stata statale fino al 1932 e costituiva un tratto dell'originaria SS 45.
In seguito al decreto legislativo 2 settembre 1997, n° 320, dal 1º luglio 1998 la gestione del tratto trentino è passata dall'ANAS alla Provincia autonoma di Trento. Quest'ultima ha lasciato la classificazione e la sigla di statale (SS) alla strada, poiché non si tratta di un trasferimento dal demanio dello Stato a quello delle Regioni, ma di una delega in materia di viabilità e pertanto la titolarità resta sempre in capo allo Stato.
In seguito invece al decreto legislativo n. 112 del 1998, dal 2001 la gestione del tratto lombardo è passata dall'ANAS alla Regione Lombardia, che ha provveduto al trasferimento dell'infrastruttura al demanio della Provincia di Brescia.

## Percorso

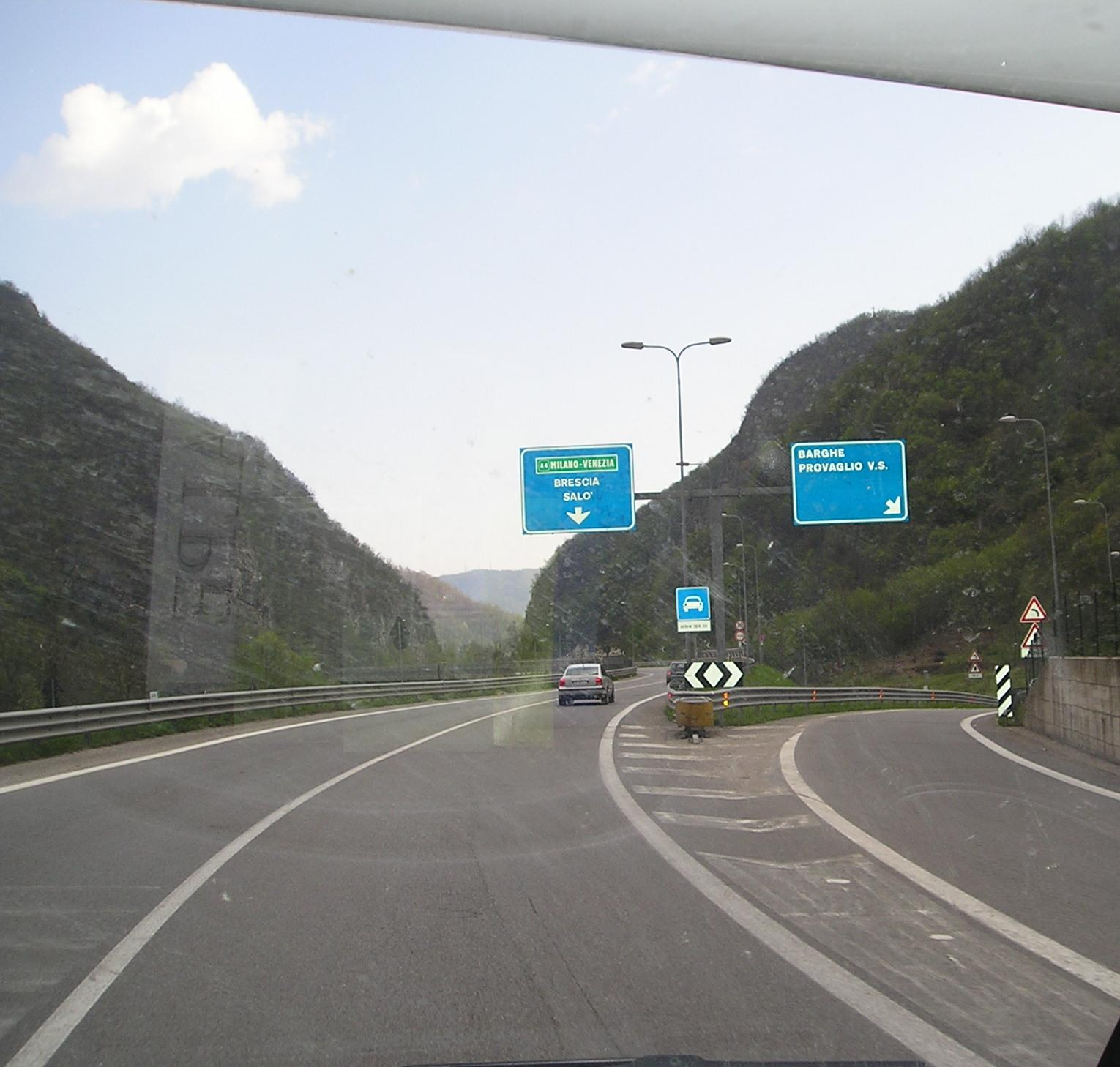
La strada a Ponte Re, con l'intersezione per la strada di fondovalle

Inizialmente la strada, con un andamento tipicamente pianeggiante, attraversa la Valle del Garza (valle di Nave), passando a nord del monte Maddalena e transitando per i comuni di Bovezzo e Nave. Superato il comune di Caino (Italia) in prossimità del colle Sant'Eusebio la pendenza inizia a crescere, con tornanti e curve in rapida successione per poi discendere in Val Sabbia. Quest'ultimo tratto è anche chiamato le coste di Sant'Eusebio ed è meta di ciclisti e motociclisti soprattutto nei fine settimana. A questo punto la strada risale la Val Sabbia passando per Odolo, Preseglie, Barghe, Vestone, Lavenone ed Idro per poi costeggiare la sponda occidentale del lago d'Idro, dove in località Sant'Antonio diparte la strada statale 669 del Passo di Crocedomini che conduce all'omonimo passo risalendo la Valle del Caffaro. Al km 56 dopo l'abitato di Ponte Caffaro (frazione di Bagolino) la strada attraversa il fiume Caffaro ed entra in Trentino. Il tracciato prosegue verso nord attraverso le Valli Giudicarie passando per i comuni di Storo (innesto con strada statale 240 di Loppio e di Val di Ledro che collega Storo a Rovereto passando per Riva del Garda), Condino, Cimego, Pieve di Bono-Prezzo, Roncone, Bondo e Breguzzo. Nei pressi di Tione di Trento vi è l'innesto con la strada statale 239 di Campiglio che proseguendo verso nord conduce in Val di Sole attraversando alcune località turistiche quali Pinzolo e Madonna di Campiglio. La SS 237 prosegue invece verso est passando per Ragoli e Comano Terme dove in località Ponte Arche inteseca la strada statale 421 dei Laghi di Molveno e Tenno. A questo punto dopo una serie di gallerie e di tornanti che conducono nella Valle del Sarca la strada giunge a Sarche di Madruzzo dove ha termine innestandosi nella strada statale 45 bis Gardesana Occidentale.

## Progetti di ammodernamento
L'ex strada statale 237 del Caffaro, essendo il più breve collegamento diretto tra le città della pianura lombarda e due importanti poli turistici (il Lago d'Idro e Madonna di Campiglio) costituisce, nei periodi di intenso afflusso, un vero e proprio collo di bottiglia, in entrambe le direzioni. I punti critici sono, ovviamente, gli attraversamenti dei centri abitati della Val Sabbia e delle Giudicarie, dove la strada rappresenta anche la principale arteria dei centri stessi, presentando pertanto una sede stradale stretta e innumerevoli incroci a raso.

Per questa ragione, sono in atto i lavori di costruzione di una variante a scorrimento veloce, parte della quale è già in esercizio, che eviti l'attraversamento dei centri della bassa Val Sabbia, sino a Vestone. Questa variante è connessa alla strada statale 45 bis Gardesana Occidentale.
Nel tratto trentino sono stati recentemente realizzati gli ammodernamenti nel tratto Tione di Trento Breguzzo ed è stato realizzato lo svincolo per la Valle di Daone. Dal 2016 è in costruzione il tratto extraurbano di Pieve di Bono dai Forti di Lardaro, in sponda sinistra del fiume Chiese, mediante un viadotto e una galleria.
A Condino in data 8 febbraio 2008 è stata sottoscritta una convenzione fra i presidenti della provincia di Brescia e di Trento per un importo di circa 76 milioni di euro ripartiti al 50% fra le due province per l'ammodernamento del tratta Ponte Re, Vestone, Idro, Ponte Caffaro nel comune di Bagolino al confine con il Trentino.
Una nuova galleria di circa 1,1 km, nonché un intervento di rettifica stradale e l’adeguamento del tunnel esistente: sono i lavori per mettere in sicurezza uno dei punti critici della statale del Caffaro, ovvero la galleria di Ponte Pià i lavori avranno inizio nel settembre 2023.